# Alonso de Zuazo
 (novembre 2023).
Si vous disposez d'ouvrages ou d'articles de référence ou si vous connaissez des sites web de qualité traitant du thème abordé ici, merci de compléter l'article en donnant les références utiles à sa vérifiabilité et en les liant à la section « Notes et références ».
Alonso de Zuazo, également orthographié Suazo, (1466 en Espagne - mars 1539 à Saint Domingue) est un juriste castillan juge et gouverneur de Nouvelle-Espagne et à Saint-Domingue. 
Il sert en Nouvelle-Espagne durant le mandat de Hernán Cortés et avant la nomination du premier Vice-roi. Il est membre de tous les triumvirats qui gouvernent la colonie entre le 12 octobre 1524 et le 23 mai 1525.

## Biographie
Alonzo de Zuazo est né à Olmedo, vers 1466. Il habitait Valladolid, où sa probité et son savoir lui avaient acquis une grande considération. Le cardinal Ximenès, régent de Castille, jeta les feux sur lui pour une commission très délicate dans le nouveau monde. C'était au moment (1516), où le célèbre Las Casas, prenant la défense des Indiens, employait toute son éloquence pour faire changer le système barbare adopté par les conquérants espagnols.
Le cardinal régent, sans égard pour les droits que réclamaient ces derniers, ni pour les règles établies par le feu roi Ferdinand le Catholique, prit la résolution d'envoyer à Saint-Domingue trois surintendants de toutes les colonies espagnoles, avec le pouvoir de décider en dernier ressort sur toutes les affaires. Après avoir examiné sur les lieux toutes les circonstances, ce fut parmi les moines hiéronymites qu'il choisit les trois sujets qu'il jugea dignes d'un emploi si important. Il leur associa le licencié Alonso de Zuazo, auquel il donna tout pouvoir non seulement pour régler l'administration de la justice dans les colonies, mais pour les gouverner.
Les provisions de Zuazo ayant été envoyées par le cardinal au docteur Zapata, conseiller d'État, pour les signer, celui-ci s'y refusa, alléguant qu'il ne lui paraissait pas convenable de conférer un pouvoir si exorbitant dans les Indes à un seul homme. Le docteur Carvajal, autre conseiller d'État, fut du même avis. Zuazo, qui se souciait assez peu de l'emploi qu'on lui destinait, allait se remettre en route pour Valladolid, et il annonçait que lorsqu'il serait une fois rentré dans le collège de cette ville, dont il était membre, rien ne l'en ferait sortir, lorsque le cardinal peu disposé à souffrir qu'on mît obstacle à ses projets, manda les deux conseillers, les réprimanda, et leur enjoignit de signer. Les surintendants Zuazo et Las Casas mirent ensemble à la voile pour l'île espagnole, et ils abordèrent à Santo Domingo le 20 décembre 1516.
À leur arrivée, le premier usage qu'ils firent de leur autorité fut de rendre la liberté à tous les Indiens qui avaient été donnés aux courtisans espagnols, et à toute personne non résidente en Amérique. Cet acte de vigueur répandit une alarme générale ; les colons en conclurent qu'on allait leur enlever dans un moment tous les bras avec lesquels ils conduisaient leurs travaux, et que leur ruine était inévitable. La commission montra plus de sagesse ; elle jugea le plan de Las Casas impossible dans l'exécution ; mais elle s'efforça en même temps d'assurer aux Indiens le meilleur traitement qu'on pût concilier avec l'état de servitude. Enfin, les surintendants employèrent leur autorité, leur exemple et leurs exhortations pour inspirer à leurs compatriotes des sentiments d'équité et de douceur en faveur de ces Indiens dont l'industrie leur était nécessaire.
Zuazo seconda leurs efforts dans son département : il était décidé à réformer les cours de justice dans la vue de rendre leurs arrêts plus équitables et plus prompts. Après avoir communiqué ses pouvoirs aux officiers royaux, il commença par les citer ; ainsi que les juges d'appel, à comparaître devant lui pour expliquer leur conduite. Il suivit la même marche à l'égard de tous les gouverneurs, et généralement de tous les employés, et rendit ensuite plusieurs sentences auxquelles il fallut se soumettre, parce qu'il n'y avait point d'appel. Zuazo s'appliqua aussi à régler la police intérieure de la colonie ; tous ses règlements semblaient inspirés par les vues les plus droites. Il fit construire plusieurs édifices publics. Après avoir réformé la justice et introduit une police plus éclairée, il rétablit l'audience royale que la commission avait cru devoir interdire. Tous les Espagnols du Nouveau Monde témoignaient leur satisfaction de la conduite de Zuazo et de ses collègues. Las Casas seul était mécontent. 
Le parti qu'avait pris la commission de conformer ses règlements à l'état de la colonie lui paraissait l'ouvrage d'une politique mondaine et timide, qui consacrait une injustice parce qu'elle était avantageuse. D'un autre côfé, le cardinal Ximenès, atteint d'une maladie mortelle, ayant remis l'autorité dans les mains du jeune roi Charles d'Autriche, les courtisans espagnols et les colons antagonistes de la commission se joignirent à Las Casas pour la décrier ; ils attaquèrent d'abord Zuazo, et lui firent éprouver différentes mortifications.
Le licencié Luc Vasquez d'Allon, un des juges de l'administration royale, ayant été nommé pour aller féliciter le roi Charles d'Autriche sur son avènement à la couronne, les surintendants, redoutant l'effet que pourraient produire ses rapports mensongers, ordonnèrent à Zuazo de retenir ce député, et de lui enlever ses papiers. Cette démarche suscita contre Zuazo un orage sous lequel il ne tarda pas à succomber. Quoique d'abord tout le blâme eût été dirigé contre les officiers royaux, ceux-ci firent jouer tant de ressorts, qu'enfin le chef de la justice, considéré comme responsable, fut révoqué et remplacé par le jurisconsulte Rodrigue de Figueroa. La commission fut également rappelée par l'effet des mêmes passions et des mêmes intrigues. À son début, Figueroa voulut faire le procès à Zuazo, son prédécesseur, qui était en vénération dans l'île, et qui mit aisément son administration et sa probité dans le jour le plus favorable. Ce fut au point que le nouveau roi le choisit, en 1522, pour être gouverneur de l'île de Cuba. Là il eut encore le même sort, tout en déployant les mêmes vertus dont il avait donné tant de preuves dans l'île espagnole. Les gens de loi et les pauvres lui donnèrent mille bénédictions ; mais il eut contre lui tous ceux qui craignaient que leur conduite ne fût éclairée.
Il lui fut impossible de réformer les abus et de régler l'administration sur de meilleurs principes. L'opposition devint si violente que don Diego, gouverneur de St-Domingue, fut obligé de passer dans l'île de Cuba pour y rétablir la tranquillité. Il n'eut que des louanges à donner au vertueux Zuazo. Sa commission étant finie, il établit Velasquez dans l'exercice de sa charge. Zuazo vécut encore cinq ans, et il mourut à Saint-Domingue, en 1527.